# Josh Richardson
Joshua Micheal "Josh" Richardson (ur. 15 września 1993 w Edmond) – amerykański koszykarz, występujący na pozycjach rzucającego obrońcy lub niskiego skrzydłowego, od 2023 zawodnik Miami Heat.
6 lipca 2019 trafił w wyniku wymiany do Philadelphia 76ers.
19 listopada 2020 został wytransferowany do Dallas Mavericks. 31 lipca 2021 trafił w wyniku wymiany do Boston Celtics. 10 lutego 2022 dołączył do San Antonio Spurs. 9 lutego 2023 dołączył do New Orleans Pelicans w wyniku transferu. 2 lipca 2023 został zawodnikiem Miami Heat.

## Osiągnięcia
Stan na 17 października 2023, na podstawie, o ile nie zaznaczono inaczej.
NCAA
- Uczestnik rozgrywek Sweet 16 turnieju NCAA (2014)
- Zaliczony do I składu:
  - SEC (2015)
  - defensywnego SEC (2014, 2015)
- Lider konferencji SEC w przechwytach (2015)[8]